# Martin Mendonça
Martin Andrade de Mendonça (Salvador, 3 de junio de 1976) es un guitarrista, cantante y músico de rock and roll brasileño. Se hizo conocido por tocar junto a la cantante Pitty y también en el proyecto paralelo Agridoce.

## Carrera
Mendonça empezó a tocar la guitarra y empezó a tocar la guitarra entre los 16 y 17 años. Tocó en la banda bahiana Cascadura y con la que se mudó, en 2003, a la ciudad de São Paulo para intentar hacer carrera a nivel nacional, pero los intentos de los integrantes fracasaron, llevando al guitarrista de regreso a Salvador. En diciembre de 2004, Mendonça fue invitado a tocar con Pitty y regresó a São Paulo en 2005.

### Carrera solista y otros proyectos

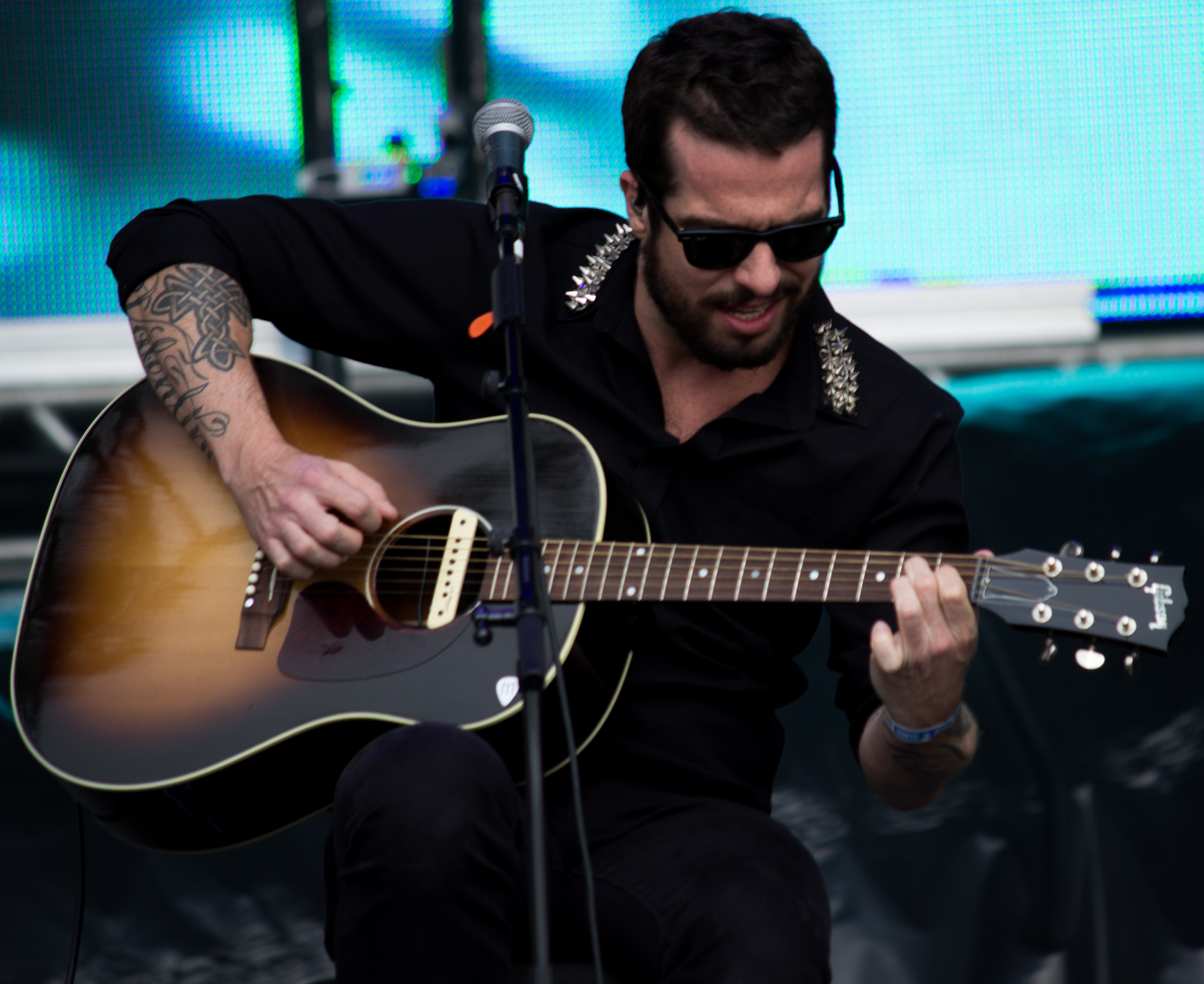
Mendonça en el Lollapalooza 2013

En 2010, Mendonça lanzó el álbum Dezenove Vezes Amor en colaboración con el baterista Duda Machado. Tocan nueve canciones, entre ellas “Passa em Volta”, “Daqui pra Frente” y “Me Perdi”.
Después de una década acompañando a Pitty en su banda, Mendonça anunció el lanzamiento de su primer álbum en solitario. El disco se llama Quando Um Não Quer... y fue lanzado únicamente en formato digital. El disco fue lanzado por Deckdisc y contó con nueve temas, la mayoría de los cuales eran inéditos. La única excepción es “Coisas Boas”, el primer tema del álbum disponible, escrito por Fábio Cascadura y Ricardo Alves. El segundo sencillo estuvo disponible el 12 de febrero de 2015, la canción "Mesmo", con Lira y Pitty.
Tras el lanzamiento del disco, Mendonça viajó por Brasil con el espectáculo Quando Um Não Quer Acústico, acompañado por Guilherme Almeida. El espectáculo fue una reinterpretación de sus canciones en un formato más íntimo. El setlist incluía canciones del nuevo álbum, canciones de Dezenove Vezes Amor, algunas asociaciones y canciones que lo influenciaron.

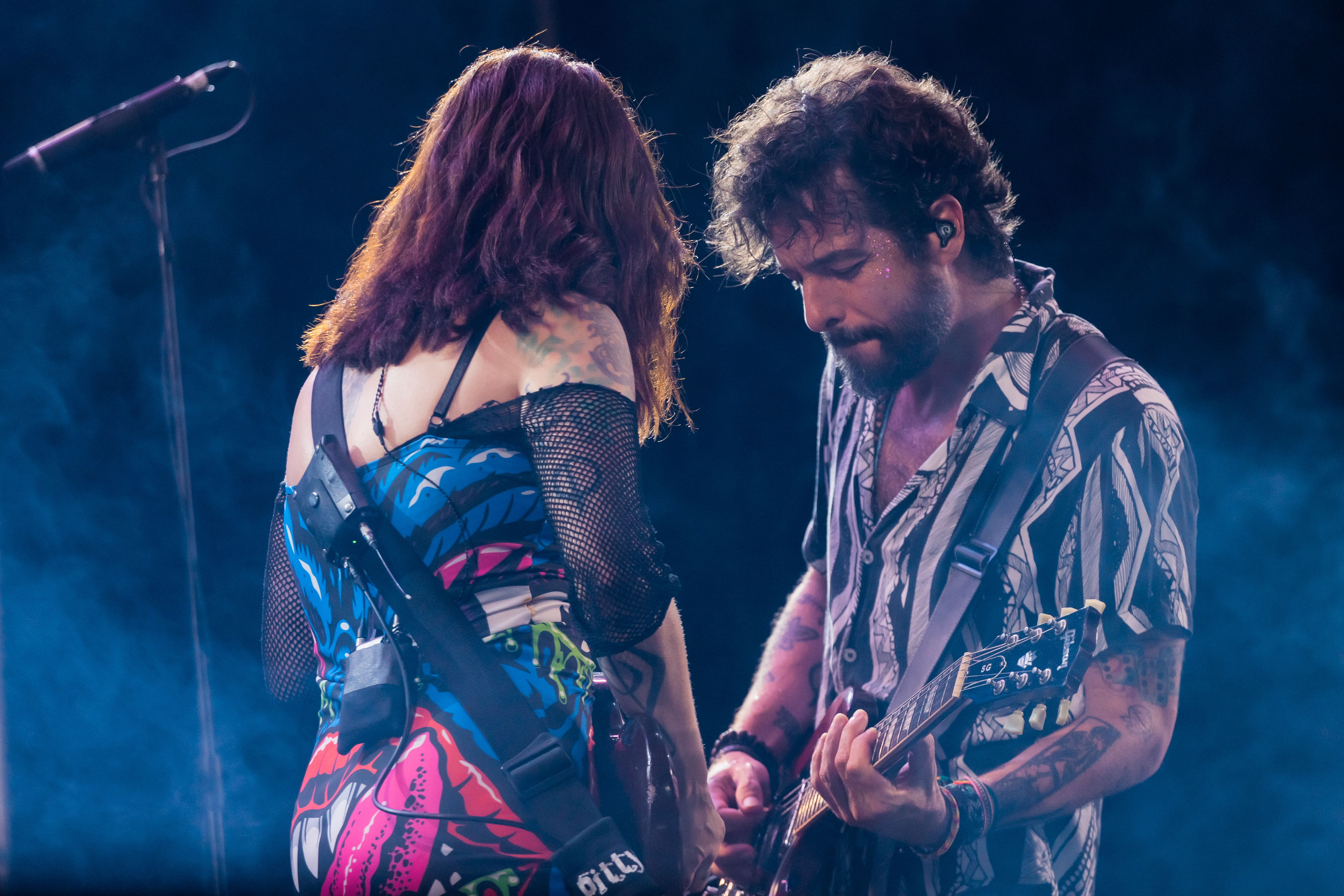
Mendonça y Pitty durante el Carnaval de Olinda (2024)

En 2020, Mendonça se unió a Gui Almeida y Paulo Kishimoto para grabar el álbum totalmente instrumental Martin, Kishi & Gui, Vol. 1. Todo el trabajo se grabó de forma remota y los músicos produjeron sus partes en los estudios de sus propias casas. Mendonça (guitarra), Almeida (bajo) y Kishimoto (teclados) aportaron sus ideas y grabaron cada uno tres de los nueve temas, haciéndolo variado y con un poco de las influencias e inspiraciones de cada artista.

## Vida personal
Mendonça es originario de Salvador, Bahía y se mudó a São Paulo en 2005, cuando se convirtió en el guitarrista oficial de Pitty.
Mendonça es padre de Tomaz y Valentina fruto de su relación de muchos años con Juana Diniz.

## Discografía
Solista
- Quando Um Não Quer... (2015)

Con Martin & Eduardo
- Dezenove Vezes Amor (2010)

Con Agridoce
- Agridoce (2011)
- Agridoce E.P. (2012)

Con Pitty
- Anacrônico (2005)
- Chiaroscuro (2009)
- Setevidas (2014)
- Matriz (2019)